# Жорнава
Жорнава (укр. Жорнава) — село в Ставненской сельской общине Ужгородского района Закарпатской области Украины.

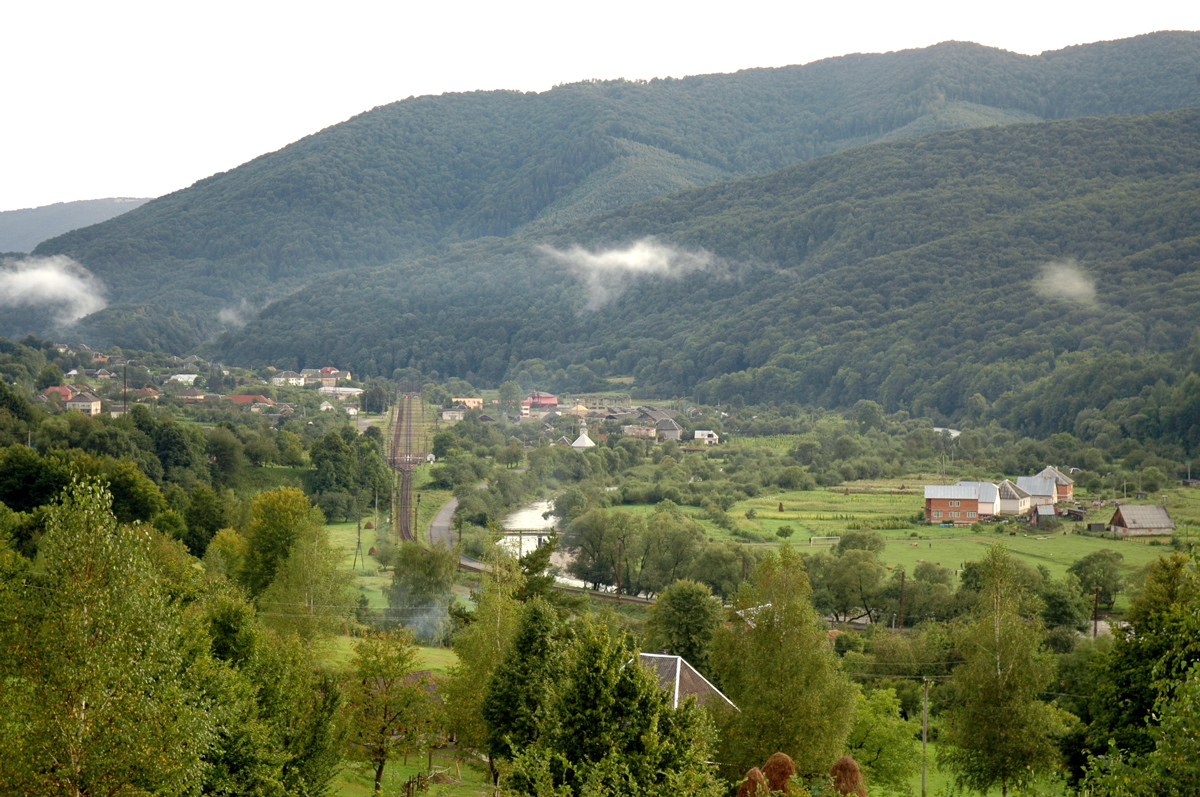
Панорама Жорнавы

Население по переписи 2001 года составляло 601 человек. Почтовый индекс — 89012. Телефонный код — 03135. Занимает площадь 48,276 км². Код КОАТУУ — 2120882002.